# Schlag bei Thalberg
Schlag bei Thalberg est une ancienne commune autrichienne du district de Hartberg en Styrie.